# Nebukadnezar I
Nebukadnezar I of Nebukadrezar (1145 - 1114 v.Chr.) was de vierde en belangrijkste koning van de Isin-dynastie van Babylonië (4e dynastie). Zijn eigenlijke naam is: Nabû-kudurri-ussur wat zoiets betekent als "god Nabû, bescherm mijn oudste zoon" of "Nabû, bescherm de grens".
Hij verkreeg onafhankelijkheid van Assyrië en wist de invloed van Elam terug te dringen. Hij veroverde de steden Zanqu in het Noordoosten en Hit in het midden van de Eufraat en noemde zich heerser over Lullubu (oostland) en Ammuru (westland), al zagen de Assyriërs dit waarschijnlijk anders. Hij deed waarschijnlijk tweemaal een aanval op de Elamieten en wist het standbeeld van Marduk op hen te heroveren. 

## Religieuze hervormingen
Marduk was altijd de stadsgod van Babylon geweest. Onder de Eerste dynastie van Babylon werd hem de Enlilūtu toebedacht: de macht van Enlil over de goden, maar die theologie werd niet in heel Babylonië, laat staan Mesopotamië zo aanvaard. De Kassieten verplaatsten de hoofdstad naar Dur-Kurigalzu. Zij hielden aan Shuqamuna en zijn echtgenote vast als de koninklijke beschermgoden en aan Enlil als de oppergod. De positie van Marduk groeide maar geleidelijk. Onder Nebukadnezar veranderde dat vrij drastisch. Hij greep de verovering van het beeld van Marduk aan om de verering van Marduk sterk te bevorderen en de positie van Enlil op de achtergrond te schuiven. Dit hing waarschijnlijk samen met de sterke achteruitgang van de stad Nippur in deze periode. Enlil was Nippurs stadsgod en Nippur was lang een religeuze stad van belang geweest. In de eeuw na Nebukadnezer  werd Marduk de onbetwiste oppergod van Babylonië en Babylon niet alleen de politieke maar ook de religieuze hoofdstad. Een eeuw later zou Simbar-shipak (1025-1008) zelfs Marduk en Enlil doodeenvoudig aan elkaar gelijkstellen als twee verschillende namen voor dezelfde god.